# Wang Xinyu
 Ikke at forveksle med Wang Xiyu.
Wang Xinyu (født 26. september 2001 i Guangdong) er en kinesisk tennisspiller. 
Hun fik debut på ITF Junior Circuit i december 2015, og debuten på ITF Women's Circuit kom i juli 2016. Hun var 27. august 2018 nummer 222 på WTA’s verdensrangliste i double.
Ved Australian Open 2018 vandt hun sammen med Liang En-shuo fra Taiwan finalen i pigedouble.